# Widelux

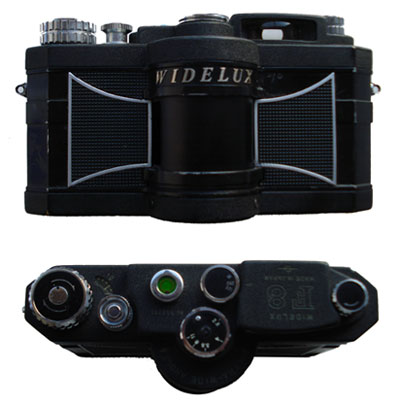
Máquina Widelux F8

A Widelux é uma máquina fotográfica totalmente mecânica, para fazer Fotografia Panorâmica.Foi desenvolvida  no Japão em 1948 pela empresa Panon Camera Shoke Co. Ltd tanto em pequeno formato (35mm) nos modelos F6, F7 e F8 como em médio formato (120 mm) no modelo 1500.
A lente da Widelux é uma lente de foco fixo de f2.8/26 mm para os modelos de 35 mm e de f2.8/50 mm para o modelo de 120 mm com 7 posições de foco.
Enquanto as lentes Padrão são lentes que têm um ângulo de visão próximo da amplitude do olho humano, em torno de 45º a 50º, a fotografia panorâmica tirada com uma lente grande angular, como a lente de 26 mm da Widelux F8, oferece um ângulo de visão mais amplo e alguns efeitos de distorção interessantes caso a máquina não se encontre paralela ao objecto que está a ser fotografado ficando desta forma o horizonte em linha curva (como se pode ver na foto abaixo da Islândia) .

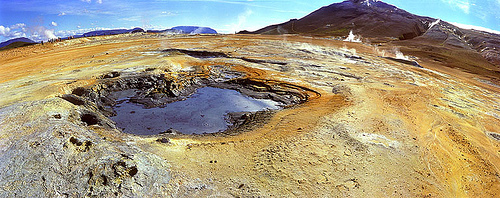
Islândia, Hverir, Sulfataras

A distancia mínima de focagem é de 1,5 m para a F8 e restantes modelos de 35 mm, e de 1m para o modelo de 120 mm.
A lente da Widelux tem ainda mais duas particularidades: por um lado um transportador de filme em forma cilíndrica e por outro lado no momento em que se tira a foto e se abre o obturador, a lente roda sobre um eixo vertical captando a imagem num ângulo de 140º embora apenas 126º sejam realmente capturados em filme.
Cada imagem num filme negativo ou slide que se tira com a Widelux F8, ou com os outros modelos 35 mm, apresenta o tamanho de 24x59 mm e por isso em cada filme de 36 fotos conseguem-se fazer 21 a 24 fotos de 24x59 mm. Já com o modelo 1500 cada imagem apresenta um tamanho de 50x122mm.

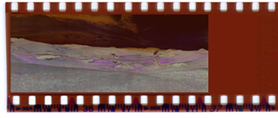
Negativo de uma foto da Widelux

As velocidades de disparo da Widelux F8 são de 1/15, 1/125 e 1/250 e a aberturas de diafragma de f2.8, f4, f5.6, f8 e f11.
Neste género de máquinas com lente rotativa pode por vezes surgir um efeito muito inconveniente chamado de "banding"(ver foto do negativo). Este efeito surge quando o eixo da lente não roda de forma uniforme. Isto pode acontecer quer por falta de uso da máquina quer por sujidade no eixo. O "banding" deixa tiras verticais nos negativos/positivos por vezes muito suaves mas o suficiente para arruinar uma foto. Quando isto acontece a máquina deve ser levada a um técnico com experiência em máquinas mecânicas e panorâmicas.
Há vários links relacionados com este tema que podem ter interesse